# Dobrodějka (Javorníky)
Dobrodějka (nazývaná také U Mowany) je studánka a turistické odpočinkové místo, které se nachází v Národní přírodní rezervaci Pulčín - Hradisko v pohoří Javorníky na katastru vesnice Pulčín (místní části obce Francova Lhota) v okrese Vsetín ve Zlínském kraji.
Studánka se nachází u staré hradní cesty na bývalé hrady Pulčín a Hradisko pod Pulčínskými skalami poblíže bývalé trampské osady Mowana a Zbojnické jeskyni. Studánka nabízí pitnou vodu a je pod patronátem občanského sdružení "Pulčín - vesničko má milovaná". Pramen je poměrně vydatný a nabízí pitnou vodu, která teče do přítoku Pulčínského potoka (přítok řeky Senice, povodí Vsetínské Bečvy a Moravy). U studánky se také nachází informační tabule a dřevěná socha čarodějky Dobrodějky, která zde údajně žila.

## Galerie

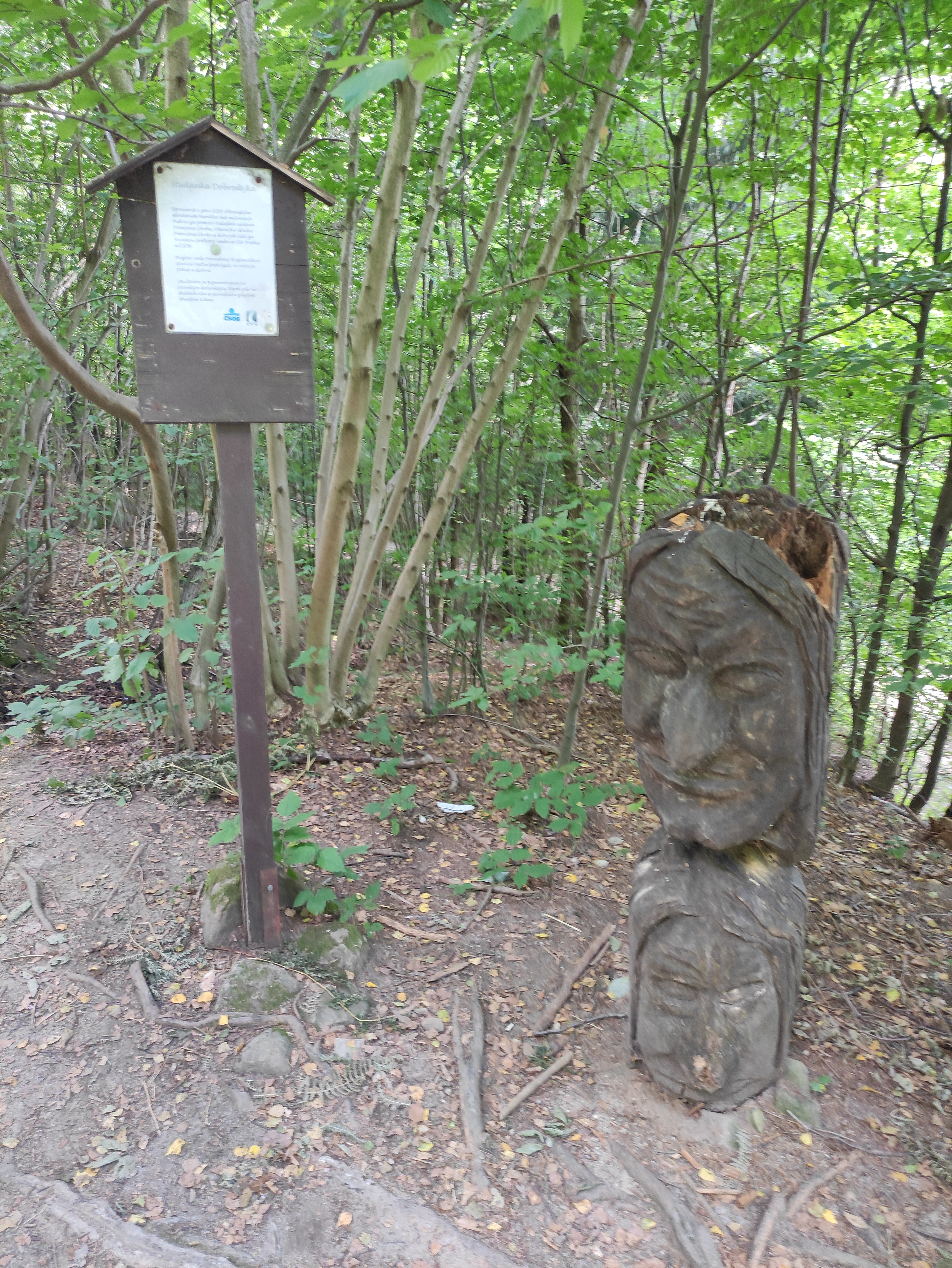
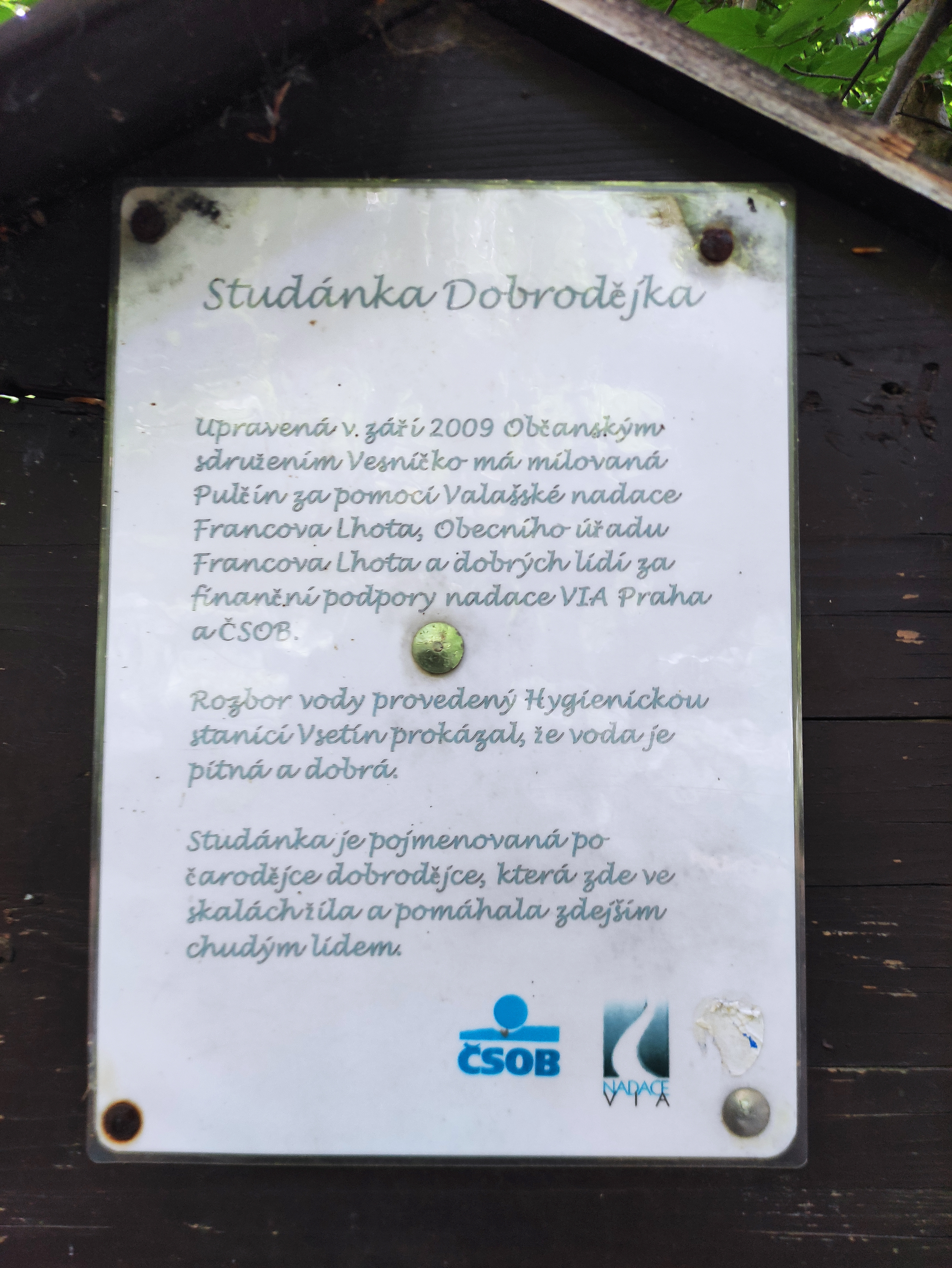